# StarCraft II: Legacy of the Void
StarCraft II: Legacy of the Void este un pachet de expansiune al jocului-video științifico-fantastic militar de strategie în timp real StarCraft II: Wings of Liberty produs de Blizzard Entertainment și a treia parte a trilogiei StarCraft II, a doua fiind Heart of the Swarm.
Pachetul de expansiune include unități suplimentare și modificări de multiplayer față de Wings of Liberty, precum și o companie cu rasa Protoss.
Campania se concentrează asupra personajului Protoss Zeratul.
A fost lansat la  10 noiembrie 2015.